# Aphelinus daqingensis
Aphelinus daqingensis är en stekelart som beskrevs av Li och David Langor 1998. Aphelinus daqingensis ingår i släktet Aphelinus och familjen växtlussteklar. Inga underarter finns listade i Catalogue of Life.